# Сант'Агата (Вибо Валенција)
Сант'Агата је насеље у Италији у округу Вибо Валенција, региону Калабрија.
Према процени из 2011. у насељу је живело 32 становника. Насеље се налази на надморској висини од 336 м.